# 翼宿十六
巨爵座β（β Crt，翼宿十六，Al Sharasif），是位于巨爵座南部的一个双星系统。它在夜空中肉眼可见，视星等为4.46。 从地球上测量的恒星视差为9.59毫角秒，因此巨爵座β与太阳的距离约为340光年。
巨爵座β是一个天测联星系统，轨道周期约为6年，距离为8.3个天文单位。该轨道预计半长轴为9.3个天文单位。 其主星A被列为一颗恒星光谱为A2 Ⅲ型的A型巨星。 不过Houk 和 Smith-Moore (1988) 把它列为A1 Ⅴ型主序星， 而Abt 和 Morrell (1995) 则把它列为一颗A2 Ⅳ型亚巨星。 该系统的光谱显示为钡增强，可能是因为其曾发生过传质过程。
伴星B是一颗白矮星，有效温度为36,885K，已经冷却了约400万年。 它具有异常低的质量，只有太阳的43%，这表明这颗伴星可能已经将质量转移给了主星。预测其将来可能转化为一个三星系统 ，或者是一个高轨道离心率的双星系统。 同时，这颗矮星是该系统X射线辐射的来源。